# Roosevelt Island Tramway

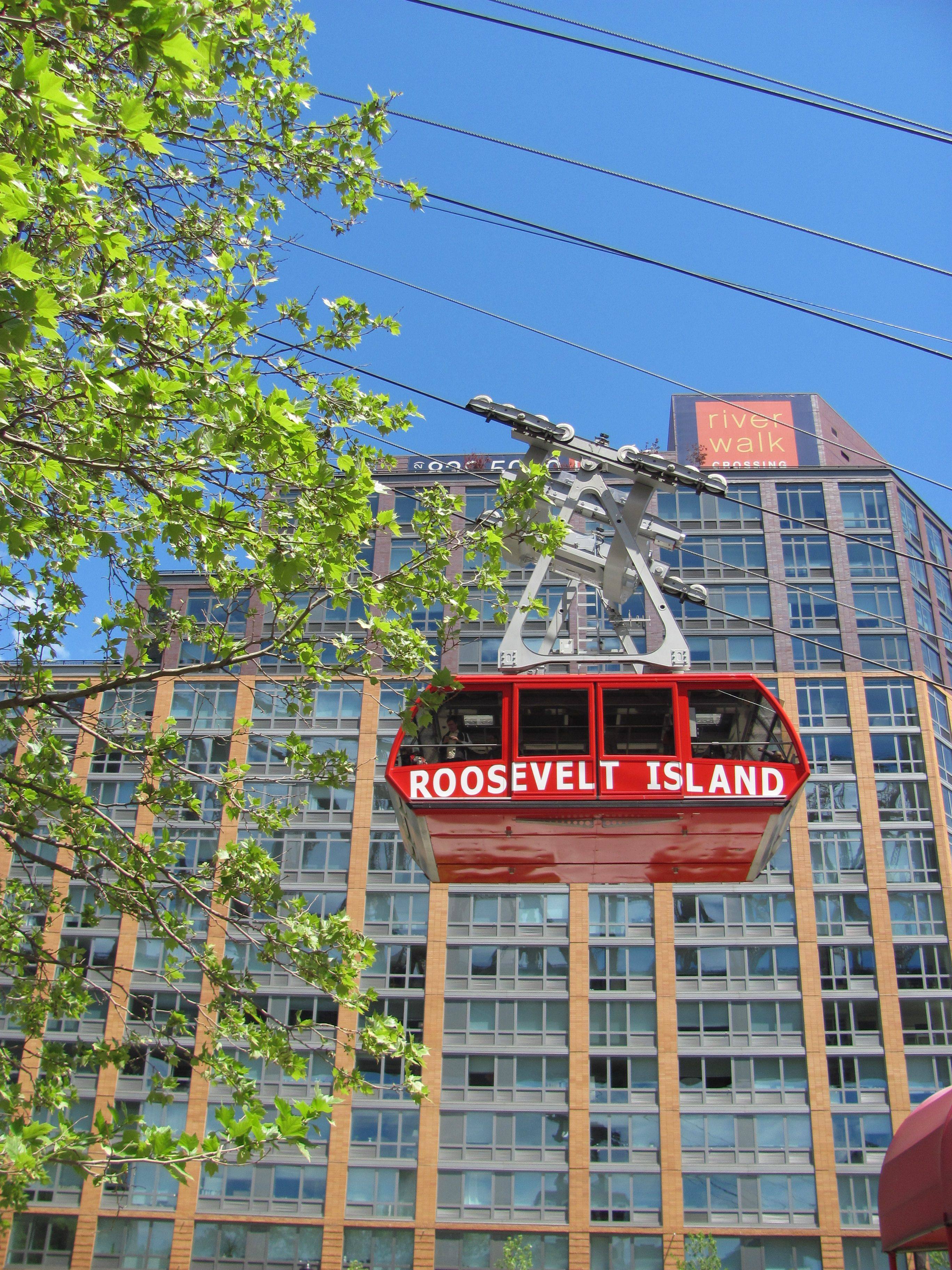
Eine Gondel der neuen Roosevelt Island Tramway

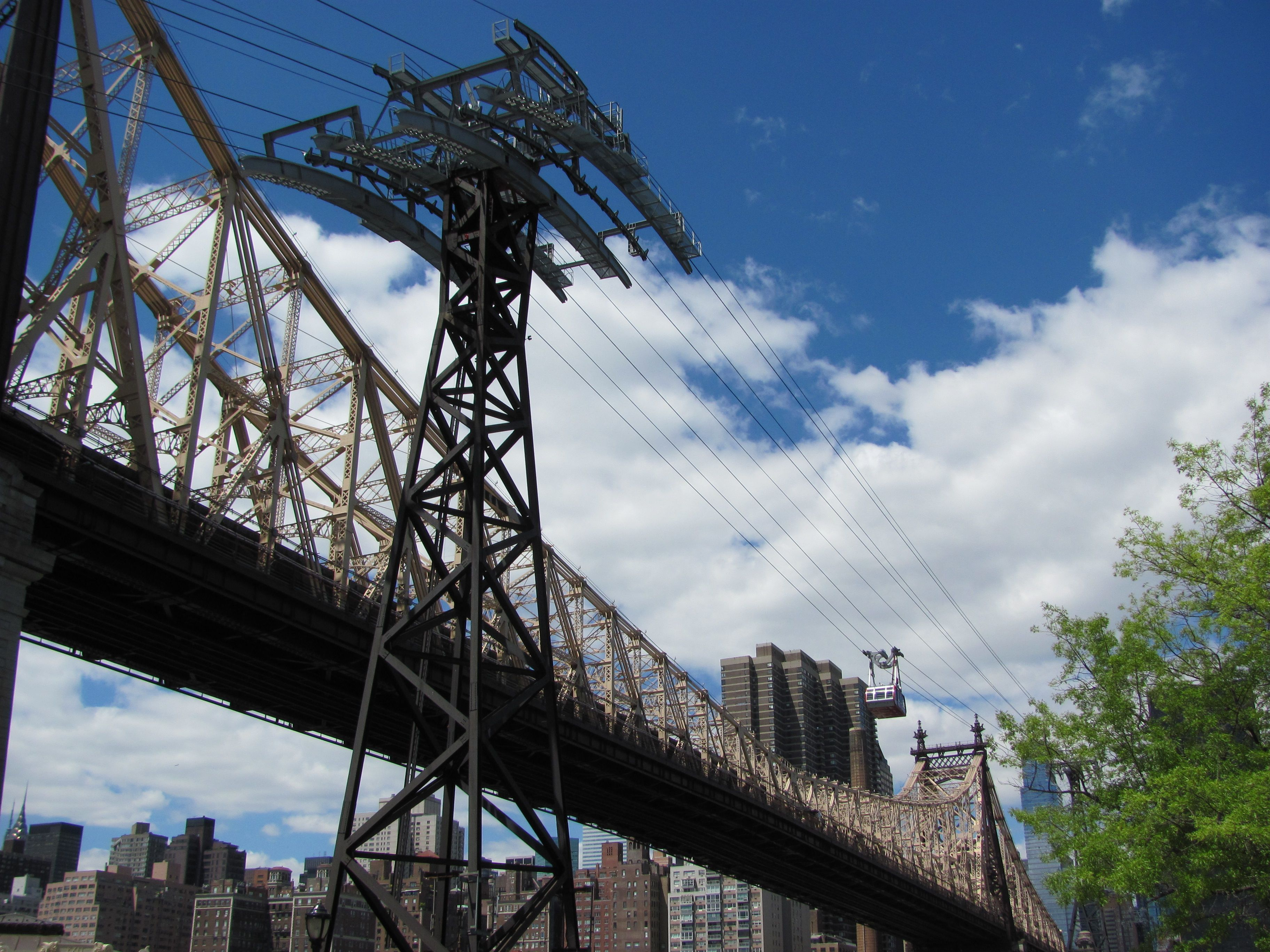
Streckenführung fast parallel zur Queensboro Bridge

Die Roosevelt Island Tramway ist eine Luftseilbahn in New York City (USA), sie verbindet Roosevelt Island mit Manhattan. Es ist die älteste von ursprünglich nur drei (mittlerweile verbliebenen zwei) städtischen Luftseilbahnen in Nordamerika, die dem öffentlichen Personennahverkehr dienen. Erbaut wurde die Luftseilbahn 1976 vom Schweizer Unternehmen Von Roll. 2010 wurde sie durch ein von Poma gebautes, vollständig neues Seilbahnsystem ersetzt.

## Geschichte
Ursprünglich beherbergte Welfare Island Straf- und Krankenanstalten, die im Laufe der Zeit verlegt wurden. Zur Erschließung diente eine Aufzugsanlage von der Queensboro Bridge hinunter zur Insel, die 1955 durch eine Hebebrücke zwischen der Insel und Long Island City in Queens ersetzt wurde. 1968 wurde beschlossen, die Insel in ein praktisch verkehrsfreies Wohngebiet umzuwandeln; ab 1969 setzte eine rege Bautätigkeit ein. Die Aufzugsanlage wurde 1970 demontiert; 1973 wurde die Insel in Roosevelt Island umbenannt.
Der Bau der versprochenen U-Bahn-Strecke unter dem East River hindurch, über welche die New York Subway die Insel erschließen sollte, verzögerte sich, während die ersten Wohngebäude sich ihrer Fertigstellung näherten. Um Roosevelt Island auch von Manhattan aus zu erschließen, entschied man sich aufgrund der kurzen Bauzeit für eine Luftseilbahn als provisorische Transportlösung.
Der erste Wohnkomplex auf Roosevelt Island wurde 1975 eröffnet, und bereits 1976 folgten weitere drei Wohngebäude; im selben Jahr wurde schließlich auch die nördlich parallel zur Queensboro Bridge erstellte Luftseilbahn eröffnet. Als der Bau der U-Bahn sich immer weiter verzögerte, wurde „The Tram“ zu einer festen Einrichtung. Als am 29. Oktober 1989 endlich die U-Bahn eröffnet wurde, war die Luftseilbahn viel zu populär, um sie stillzulegen, so dass sie beibehalten wurde – vornehmlich als Touristenattraktion.

## Beschreibung

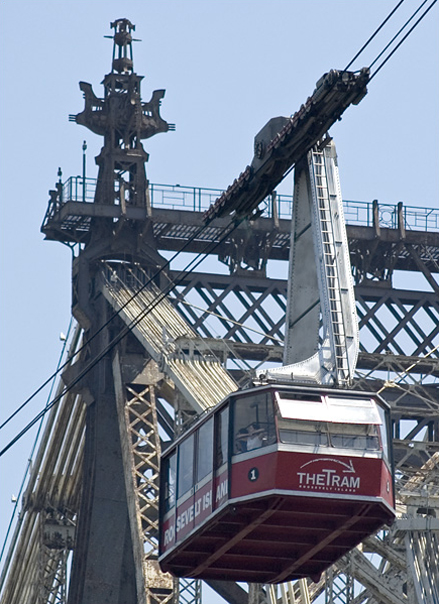
Ursprüngliche Pendelbahn

Das Terminal in Manhattan befindet sich an der Kreuzung 2nd Avenue/E 60th Street und ist direkt der Queensboro Bridge Plaza vorgelagert; die nächstgelegene U-Bahn-Station ist Lexington Avenue-59th Street. Es ist ein einstöckiger Turmbau, da die Kabinen sofort den Straßenverkehr überqueren müssen. Auf Roosevelt Island befindet sich das Terminal praktisch ebenerdig an der Main Street, am südlichen Ende der Insel und unmittelbar nördlich der Queensboro Bridge (40° 45′ 26,8″ N, 73° 57′ 19,6″ W), welche den East River und die Insel überspannt; der Zugang zur einzigen U-Bahn-Station tief unter der Insel ist etwas weiter nördlich an der Main Street.
Die Seilbahn ist 945 m lang und hat drei bis zu 76 m hohe Seilbahnstützen, die sie auf die erforderliche Höhe bringen, um den Schiffsverkehr auf dem East River und den Verkehr auf einer Ausfahrtsrampe der Queensboro Bridge zu überqueren. Da das Terminal in Manhattan neben der E 60th St. liegt, die Seilbahn aber den Luftraum über dieser Straße nutzen muss, kann sie nicht parallel, sondern nur in einem sehr spitzen Winkel zur Queensboro Bridge verlaufen. Wegen der engen Platzverhältnisse belegt die erste Stütze in Manhattan ein Stück einer Fahrspur der E 60th St., die mittlere Stütze steht mit einer asymmetrischen Konstruktion über dieser Straße.
Die Seilbahn wird seit 1984 von der staatlichen RIOC – Roosevelt Island Operating Corporation betrieben.
Seit ihrem Bestehen hat die Seilbahn über 30 Millionen Passagiere befördert. Obwohl sie nicht Teil der Metropolitan Transit Authority ist, kann die Fahrt mit der sogenannten MetroCard bezahlt werden. Die einfache Fahrt kostet genauso viel wie eine Fahrt mit der U-Bahn.

### Ursprüngliche Pendelbahn
Die ursprüngliche, 1976 in Betrieb genommene Seilbahn war eine klassische Pendelbahn mit zwei Kabinen für je 125 Personen (plus 1 Kabinenbegleiter), die auf je zwei Tragseilen fuhren und von einem Zugseil mit einer Geschwindigkeit von maximal 8,33 m/s (rund 30 km/h) zwischen den Terminals hin- und hergezogen wurden. Eine Fahrt dauerte etwa viereinhalb Minuten, die maximale Förderleistung war 1600 Personen pro Stunde. Über den Trag- und Zugseilen verlief noch ein weiteres Seil, in das die Service- bzw. Rettungskörbe eingehängt werden konnten, um im Notfall die Fahrgäste zu evakuieren.
Wegen Stromausfällen kam es am 2. September 2005 zu einem längeren und am 18. April 2006 zu einem stundenlangen Stillstand; die Fahrgäste wurden mit Rettungskörben in Sicherheit gebracht. Danach wurde der Betrieb bis zum 1. September 2006 unterbrochen, um die elektrischen Systeme der Seilbahn zu überholen.
Am 1. März 2010 wurde der Betrieb der ursprünglichen Pendelbahn nach mehr als 33 Jahren endgültig eingestellt, um einen Neubau zu installieren.

### Neue Breitspurbahn

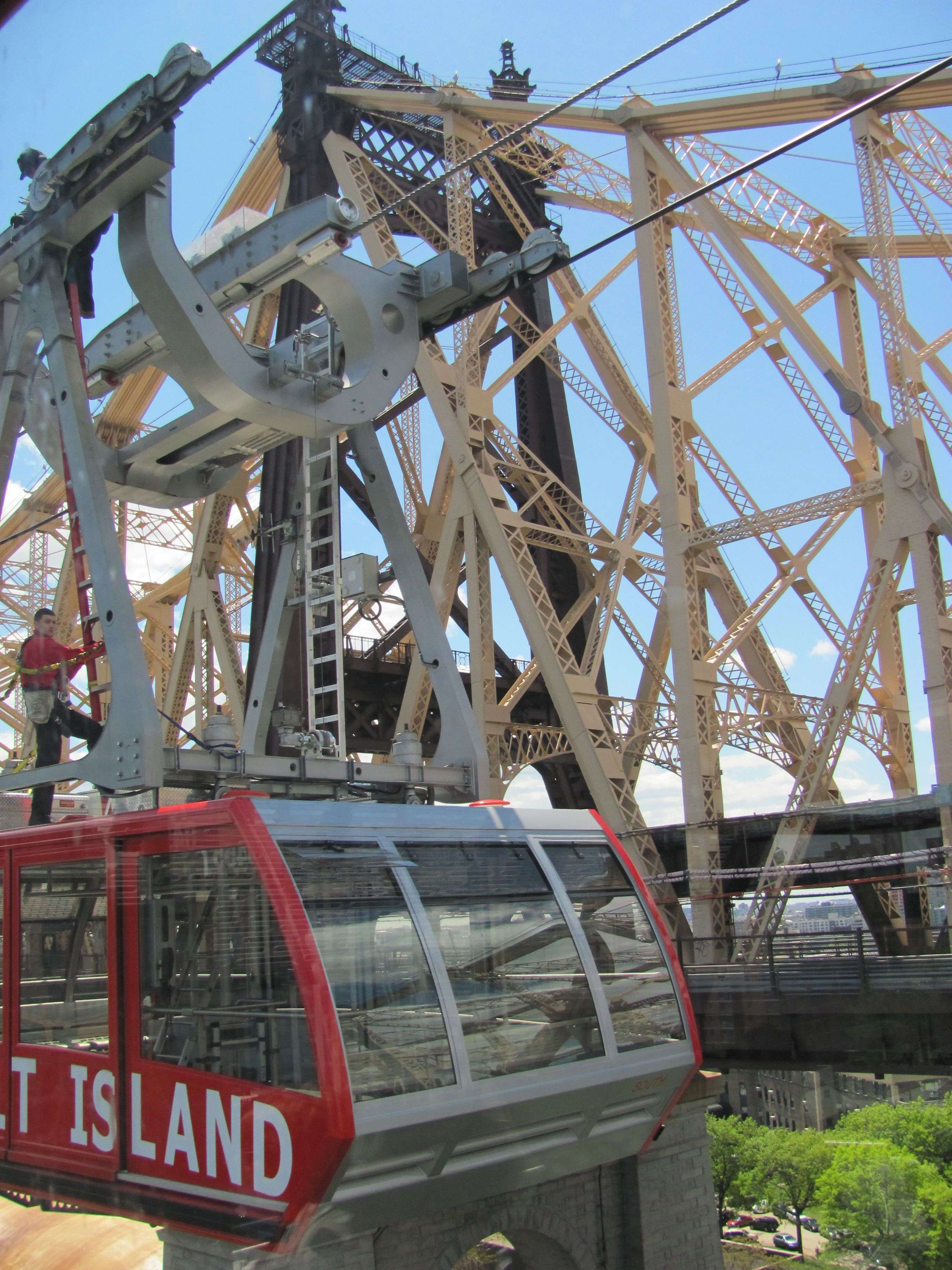
Seitenansicht des Tragwerks, im Hintergrund die Queensboro Bridge

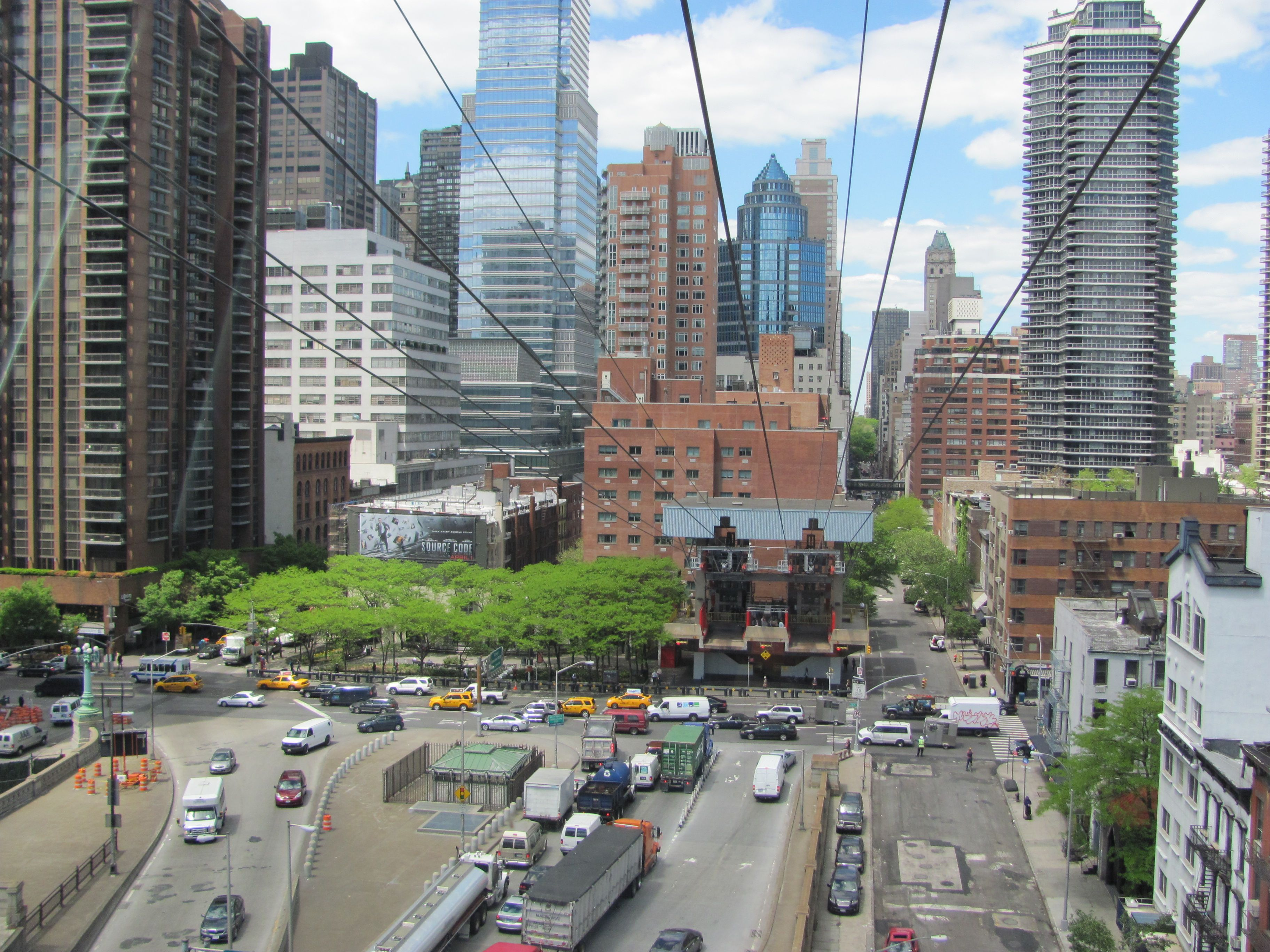
Manhattan-seitige Station

Die neue, von Poma gebaute und am 30. November 2010 eröffnete Seilbahn ist eine atypische Kombination aus zwei unabhängig voneinander verkehrenden, parallelen, einspurigen Pendelbahnsystemen mit je einer Kabine nach den Vorbildern des Funifor und des Vanoise Express. Die beiden Kabinen für 110 (+1) Personen sind 7,60 m lang, 3,82 m breit und hängen zwischen zwei Tragseilen, die einen Abstand von 4,20 m voneinander haben. Die Kabinen können daher auch noch bei starkem Wind fahren und, da sie kaum schwanken, mit relativ hoher Geschwindigkeit in die Stationen einfahren. Schon am zweiten Tag konnte die neue Seilbahn ihre Stabilität bei Windgeschwindigkeiten von 20 m/s (rund 72 km/h) beweisen. Jede Kabine hat ein eigenes Zugseil, das oberhalb der Seilbahn zurückgeführt und von einem eigenen Motor angetrieben wird. Jeder Kabinenbegleiter steuert seine Kabine selbständig und unabhängig davon, ob die andere Kabine schon fahrbereit ist oder mangels Fahrgästen oder zur Wartung stillgelegt wurde. Den von den klassischen Pendelbahnen bekannten Fahrdienstleiter in der Talstation gibt es dafür hier nicht mehr, die noch vorhandene Steuerzentrale steht in der Regel leer. Obwohl die neuen Kabinen kleiner sind als die alten, ist die Förderleistung in der Praxis deutlich gestiegen. Die Kabinen haben zwei Sitzbänke für insgesamt 16 Personen, Beleuchtung und Videoüberwachung, die den Strom aus Batterien erhalten, die beim Aufenthalt in den Stationen automatisch aufgeladen werden.
Die 56 mm starken Tragseile und die 48 mm starken Zugseile wurden von der Schweizer Firma Fatzer geliefert. Die Tragseile haben eine Glasfaserseele zur Datenübertragung. Sie sind auf beiden Seiten fest verankert. Die Spannvorrichtungen für die Zugseile und die Antriebe befinden sich auf Roosevelt Island. Zusätzlich zu den Antriebsmotoren gibt es eine Reihe von Hilfs- und Notmotoren sowie Notstrom-Dieselgeneratoren.
Beim Bau der neuen Seilbahn konnten die Gebäude und die Stützen wiederverwendet werden. Die Stützen mussten nur geringfügig verstärkt und mit neuen Köpfen für die breiten Spuren versehen werden. Im Terminal in Manhattan wurde ein Aufzug eingebaut, sodass die Seilbahn barrierefrei auch mit dem Rollstuhl benutzt werden kann. Für 2011 war vorgesehen, die Terminals architektonisch ansprechender zu gestalten.
In den ersten fünf Jahren wird die Seilbahn von Leitner-Poma of America für die RIOC betrieben.

## Medienpräsenz
Kinofilme
- Nighthawks (1981) mit Sylvester Stallone
- In City Slickers – Die Großstadt-Helden (1991) fährt die Hauptfigur Mitch Robbins (Billy Crystal) mit ihr zur Arbeit.
- Mathilda, gespielt von Natalie Portman, fährt in dem Film Léon – Der Profi (1994) mit der Seilbahn.
- Spider-Man (2002)
- Im Horrorfilm Dark Water – Dunkle Wasser (2005).
- Problemista (2023) mit Julio Torres und Tilda Swinton

TV
- In einer Folge der Fernsehserie CSI: NY geschieht ein Mord in der Kabine.
- In einer Folge der Fernsehserie White Collar vollführt der Hauptdarsteller während der Fahrt einen waghalsigen Sprung von einem Gondeldach auf das der entgegenkommenden Gondel
- Eine Folge von Zukunft ohne Menschen zeigt, was mit dem Bauwerk nach einem fiktiven Verschwinden der Menschheit passiert und wie es 100 Jahre später zusammenbricht.
- In einer Folge der Fernsehserie Younger hat Kelsey mit einem Mann, der auf Roosevelt Island lebt, Sex in einer der Gondeln.

Videospiel
- Im Computerspiel Grand Theft Auto IV ist eine Nachbildung der Seilbahn zu sehen. Die Gondeln können im Spiel betreten werden und der Spieler kann mitfahren.